# ПРТБ-33

ПРТБ-33, с 1998 года ВТР-33 — плавучая ракетно-техническая база, позднее военный транспорт проекта 2001М Черноморского флота ВМФ СССР и ВМФ России.

## ТТХ
Суда проектов 323А, 323Б, 323В, 2001 морские транспорты вооружения, появились с развитием океанского ВМФ СССР с принятием на вооружение ракетного оружия в сочетании с требованием снабжения этим оружием кораблей в отдалённых пунктах рассредоточенного базирования. Суда проекта предназначались для хранения, приготовления, транспортировки и выдачи на боевые корабли ракет различного назначения и других боеприпасов. Применялся также термин плавучая ракетно-техническая база.
- Водоизмещение: 4100 (4770) т.
- Размеры: длина — 112,8 м, ширина — 15,5 м, осадка — 4,4 м.
- Скорость полного хода: 13 узлов.
- Дальность плавания: 2000 миль при 10 узлах.
- Силовая установка: 2 дизеля по 2000 л. с.
- Грузоподъемность: 300 т. вооружений.
- Вооружение: 1х2 57-мм артустановка ЗИФ-31Б, 2х2 25 мм 2М-3М, 2х4 ПУ ЗРК «Стрела» (16 ЗУР)
- Экипаж: 154 человек, (19 офицеров)[1].

## Служба
Плавучая ракетно-техническая база ПРТБ-33  проекта 2001М  была заложена в Николаеве на  ССЗ №444 им. И. Носенко (заводской номер №625), вступила в строй 30.12.1965 года.
Изначально планировалась для ВМС Малайзии, но после охлаждения двухсторонних отношений осталась на советском ВМФ. Впоследствии ПТРБ была модернизирована 18.03.1971-29.05.1972 годах в Кронштадте по проекту 2001М.
Бортовые номера ПБ-625, 890, 982?(1971), 983(1973), 368(1974), 872(1989), 874(1.05.1990).
ПРТБ-33 входила в состав 41-й бригады ракетных катеров Черноморского флота, в/ч 95166. Неоднократно участвовала в боевых службах в Средиземном море  в переменном составе 5-й Средиземноморской эскадры кораблей ВМФ.
При разделе флота досталось российской стороне. 5 декабря 1998 года экипаж ПРТБ-33 был расформирован, судно было разоружено, переклассифицировано в транспорт с переименованием в ВТР-33, с переводом на гражданский штат.
Судно было списано и выведено из состава флота 1 января 2004 года. Находилось на отстое на причале Угольном в Севастопольской бухте. В январе 2007 года ВТР-33 был отбуксирован в Инкерман и разделан на металл.

## Командиры
- Гайтов Цара Бабуевич.